# Campeonato Mundial de Triatlo de 2008
O Campeonato Mundial de Triatlo de 2008 foi a 20º edição do evento máximo do triatlo, aconteceu em Vancouver, Canadá nos dias 5 a 8 de junho, organizado pela International Triathlon Union (ITU). 

## Resultados
| Evento           | Ouro                    | Prata                 | Bronze                     |
| ---------------- | ----------------------- | --------------------- | -------------------------- |
| Masculino Elite  | Javier Gómez (ESP)      | Bevan Docherty (NZL)  | Reto Hug (SUI)             |
| Feminino Elite   | Helen Tucker (GBR)      | Sarah Haskins (USA)   | Samantha Warriner (NZL)    |
| Masculino Sub-23 | Alistair Brownlee (GBR) | Gregor Buchholz (GER) | Martin Van Barneveld (NZL) |
| Feminino sub-23  | Daniela Ryf (SUI)       | Jasmine Oeinck (USA)  | Mari Rabie (RSA)           |